# Уилсон, Даг
Дуглас (Даг) Фредерик Уилсон (англ. Douglas (Doug) Frederick Wilson; род. 5 июля 1957, Оттава) — канадский хоккеист, защитник. Первый капитан в истории «Сан-Хосе Шаркс». После окончания игровой карьеры занимал пост генерального менеджера этого клуба. Обладатель Кубка Канады 1984. Член Зала хоккейной славы.

## Карьера игрока
Уилсон родился 5 июля 1957 года в Онтарио. С сезона 1974/75 Даг выступал за юношескую команду «Оттава Сиксти Севенс». За три сезона он сыграл в регулярном чемпионате 156 матчей и набрал 254 очков. В последнем из них Даг вошёл в первую сборную лиги, а «Оттава» завоевала чемпионство, гарантировав себе участие в Мемориальном кубке. Команда вышла в финал турнира, но там со счётом 5:6 уступила «Нью-Уэстминстер Брюинз». Уилсон в Мемориальном кубке записал себе в актив 12 очков.
На драфте НХЛ 1977 года защитник был выбран в первом раунде под общим шестым номером клубом «Чикаго Блэк Хокс». На драфте ВХА его под пятым номером выбрала команда «Индианаполис Рэйсерз», но Даг всё же решил присоединиться к «Чикаго».
Уилсон выступал за «ястребов» на протяжении 14 сезонов. Скоростной защитник, обладавший сильным и точным броском, надолго стал лидером клуба. Даг отличался уверенной игрой как при обороне, так и в атаке, благодаря чему выходил на площадку и в большинстве, и в меньшинстве. В 10 из 14 своих сезонов он был лидером среди защитников «Чикаго» по набранным очкам. Семь раз Уилсон принимал участие в Матче всех звёзд НХЛ (1982, 1983, 1984, 1985, 1986, 1987 and 1990). В сезоне 1981/1982 Уилсон забил 39 голов, набрав в общей сложности 85 очков, и получил «Джеймс Норрис Трофи» — награду лучшего защитника лиги. В том розыгрыше Даг также был выбран в Первую символическую сборную НХЛ. Игрок впоследствии дважды попадал во Вторую сборную (1984/1985 и 1989/1990), а также четыре раза номинировался на «Джеймс Норрис Трофи». В 1984 году он был членом сборной Канады, одержавшей победу в Кубке Канады.
Уилсон провёл за «Блэкхокс» 978 матчей и набрал в них 779 очков.
В сезоне 1991/1992 в лигу вступила команда «Сан-Хосе Шаркс». 6 сентября 1991 года, незадолго до начала регулярного чемпионата, Уилсон отправился в стан «акул» в обмен на выбор во втором раунде драфта. Даг был назначен капитаном нового клуба. В первом же сезоне защитник в восьмой раз в карьере попал на Матч всех звёзд. 21 ноября 1992 года защитник провёл свой 1000-й матч в НХЛ. После двух лет, проведённых в Сан-Хосе, хоккеист принял решение завершить игровую карьеру.

## После завершения карьеры
В 1997 году Уилсон стал директором департамента по развитию игроков в «Сан-Хосе Шаркс». В 2003 году Даг был назначен генеральным менеджером команды.
Под руководством Уилсона «Сан-Хосе» успешно развивался, заслужив репутацию одной из самых стабильных франшиз в лиге. В период работы Дага лишь «Питтсбург Пингвинз» и «Бостон Брюинз» выиграли больше матчей регулярного чемпионата и набрали больше турнирных очков. «Акулы» с 2003 по 2022 годы 14 раз выходили в плей-офф, а в период с 2004 по 2014 команда не пропустила ни одного розыгрыша Кубка Стэнли. В 2009 году «Шаркс» завоевали Президентский кубок. В 2004 году они впервые заняли первое место в Тихоокеанском дивизионе, а в 2008—2011 годах «Сан-Хосе» четырежды повторили этот результат. Пять раз клуб выходил в Финал Западной конференции (2004, 2010, 2011, 2016, 2019), но в финал Кубка Стэнли пробился лишь единожды — в 2016 году.
Уилсон участвовал в организации нескольких громких обменов, в результате которых состав «Сан-Хосе» пополнили Джо Торнтон, Дэн Бойл, Дэни Хитли, Брент Бёрнс и Эрик Карлссон. Также «Шаркс» успешно работали на драфтах. Среди прочих, «акулы» выбирали Милана Михалека, Джо Павелски, Девина Сетогучи, Марка-Эдуар Власика, Логана Кутюра, Ника Бонино, Джастина Брауна, Чарли Койла, Томаша Гертла, Тимо Майера и Марио Ферраро.
26 января 2017 года Даг стал четвертым в истории генеральным менеджером, под руководством которого команда провела 1000 матчей, который и сам сыграл 1000 матчей в качестве хоккеиста НХЛ.
26 ноября 2021 года Уилсон временно сложил с себя обязательства из-за проблем со здоровьем. 7 апреля 2022 года он официально покинул свой пост, заявив, что хочет сосредоточиться на лечении. Временно исполняющим обязанности генерального менеджера стал Джо Уилл, которого впоследствии на постоянной основе заменил Майк Грир.
6 сентября 2023 года Уилсон стал советником по хоккейным операциям клуба «Питтсбург Пингвинз».

## Наследие
В октябре 1998 года «Оттава 67’s» вывела из обращение № 7, под которым Даг выступал за эту команду. Также Уилсон был включен в Зал славы спорта Оттавы. В сентябре 1999 года он стал членом зала славы спорта Чикаго. Тони Эспозито назвал Уилсона лучшим защитником, с которым он когда-либо играл.
В 2020 году Уилсон был избран в Зал хоккейной славы.

## Достижения
- Джеймс Норрис Трофи (1982)
- Участник Матча всех звезд НХЛ (8): 1982—1986, 1987 (Рандеву-87), 1990, 1992
- Сборная всех звёзд НХЛ (3): 1981/1982 (первая сборная), 1984/1985 (вторая сборная), 1989/1990 (вторая сборная)
- Обладатель Кубка Канады 1984

## Семья
Жена Кэти, есть четверо дете: Лэйси, Даг, Чарли и Челси. Челси выступала за волейбольную команду Университета Южной Калифорнии. Даг играл в хоккей в Австралии за «Мельбурн Айс», а позже стал членом руководства «Сан-Хосе Шаркс». Лэйси в 2010 году получила награду Мисс Массачусетс.
Родной брат Дага Мюррей Уилсон является четырёхкратным обладателем Кубка Стэнли в составе «Монреаль Канадиенс».

## Статистика выступлений

### В клубах
| 1974/75     | Оттава Сиксти Севенс | OMJHL       | 55   | 29  | 58  | 87  | 75  | 7  | 2  | 3  | 5  | 6  |
| 1975/76     | Оттава Сиксти Севенс | OMJHL       | 58   | 26  | 62  | 88  | 142 | 12 | 5  | 10 | 15 | 24 |
| 1976/77     | Оттава Сиксти Севенс | OMJHL       | 43   | 25  | 54  | 79  | 85  | 19 | 4  | 20 | 24 | 34 |
| 1976/77     | Оттава Сиксти Севенс | МК          | —    | —   | —   | —   | —   | 5  | 2  | 10 | 12 | 8  |
| 1977/78     | Чикаго Блэк Хокс     | НХЛ         | 77   | 14  | 20  | 34  | 72  | 4  | 0  | 0  | 0  | 0  |
| 1978/79     | Чикаго Блэк Хокс     | НХЛ         | 56   | 5   | 21  | 26  | 37  | —  | —  | —  | —  | —  |
| 1979/80     | Чикаго Блэк Хокс     | НХЛ         | 73   | 12  | 49  | 61  | 70  | 7  | 2  | 8  | 10 | 6  |
| 1980/81     | Чикаго Блэк Хокс     | НХЛ         | 76   | 12  | 39  | 51  | 80  | 3  | 0  | 3  | 3  | 2  |
| 1981/82     | Чикаго Блэк Хокс     | НХЛ         | 76   | 39  | 46  | 85  | 54  | 15 | 3  | 10 | 13 | 32 |
| 1982/83     | Чикаго Блэк Хокс     | НХЛ         | 74   | 18  | 51  | 69  | 58  | 13 | 4  | 11 | 15 | 12 |
| 1983/84     | Чикаго Блэк Хокс     | НХЛ         | 66   | 13  | 45  | 58  | 64  | 5  | 0  | 3  | 3  | 2  |
| 1984/85     | Чикаго Блэк Хокс     | НХЛ         | 78   | 22  | 54  | 76  | 44  | 12 | 3  | 10 | 13 | 12 |
| 1985/86     | Чикаго Блэк Хокс     | НХЛ         | 79   | 17  | 47  | 64  | 80  | 3  | 1  | 1  | 2  | 2  |
| 1986/87     | Чикаго Блэкхокс      | НХЛ         | 69   | 16  | 32  | 48  | 36  | 4  | 0  | 0  | 0  | 0  |
| 1987/88     | Чикаго Блэкхокс      | НХЛ         | 27   | 8   | 24  | 32  | 28  | —  | —  | —  | —  | —  |
| 1988/89     | Чикаго Блэкхокс      | НХЛ         | 66   | 15  | 47  | 62  | 69  | 4  | 1  | 2  | 3  | 0  |
| 1989/90     | Чикаго Блэкхокс      | НХЛ         | 70   | 23  | 50  | 73  | 40  | 20 | 3  | 12 | 15 | 18 |
| 1990/91     | Чикаго Блэкхокс      | НХЛ         | 51   | 11  | 29  | 40  | 32  | 5  | 2  | 1  | 3  | 2  |
| 1991/92     | Сан-Хосе Шаркс       | НХЛ         | 44   | 9   | 19  | 28  | 26  | —  | —  | —  | —  | —  |
| 1992/93     | Сан-Хосе Шаркс       | НХЛ         | 42   | 3   | 17  | 20  | 40  | —  | —  | —  | —  | —  |
| Всего в НХЛ | Всего в НХЛ          | Всего в НХЛ | 1024 | 237 | 590 | 827 | 830 | 95 | 19 | 61 | 80 | 88 |

### В сборной
| Год  | Команда | Турнир |   | И | Г | П | О | ШМ |
| ---- | ------- | ------ | - | - | - | - | - | -- |
| 1984 | Канада  | КК     | 7 | 2 | 1 | 3 | 4 |    |